# スーパーファイヤープロレスリング クイーンズスペシャル
『スーパーファイヤープロレスリング クイーンズスペシャル』 (SUPER FIRE PROWRESTLING Queen's Special) は、1995年6月30日にヒューマンより発売されたスーパーファミコン用ソフト。ファイヤープロレスリングシリーズのスピンオフ「ファイプロ女子シリーズ」3作目にして現時点で女子シリーズ最終作である。

## 概要
全日本女子プロレスの公認を受け17人の実名選手を収録、架空の選手を含めると38人の選手を収録している。
ベースとなったスーパーファイヤープロレスリングSPECIALに準拠したシステムを導入、グラフィックのスタイルは当時アーケード版が稼働していた『ファイプロ外伝 ブレイジングトルネード』のタッチを一部先行的に導入していた。本作では今までよりも選手がひとまわり大きくなっている。
ファイプロ本編にはなかったいくつかの独自システムが導入されていた。
- ハンマースルー返し

かける側のテクニック値とかけられる側の残り体力に応じてハンマースルーで振り替えしが起こる場合があった、本編ではセガサターン版のファイヤープロレスリングS シックスメン・スクランブル以降導入された。
- キレシステム

本作では流血の概念がない。その代わりに特定の技を受けると精神的に逆上しキレてヒートアップしまうというシステムが導入されていた。キレている状態ではCPU操作選手の動き（ロジック）は変化し、体力回復スピードにも変化が出る選手も存在する。精神的にキレてから一定の時間が経過するとクールダウンしてCPUロジックや体力回復スピードは元に戻るシステムである。
- 雪崩式技の細分化

本編スペシャルで導入されていたコーナーの上に持ち上げてかける「雪崩式技」が正面組みと後ろ組みに分けられ選手によっては雪崩式技を2種類使えるようになった。
- クリティカルシステムの簡略化

単純にクリティカルできる選手か、できない選手かの2種類に分類されるようになり、打撃・投げ・サブミッションそれぞれの技にクリティカル属性が付与されている技を持っている選手の場合だと、あらゆる体制からクリティカルの発生の可能性があるようになった。

## ゲーム内容

### ゲームモード
- チャレンジ ザ レッドベルト

CPU勝ち抜き戦。女子プロ界最強のベルトと名高いWWWAチャンピオンのベルトにチャレンジしていくモード。後述するエディットモードで作成した選手の成長ポイント獲得もこのモードで行う。エディット選手の成長システム「チャレンジモード」はSFC版のスペシャルで導入された「闘いの記録」システムに準拠し、圧勝すると高ポイントを得られるというシステムである。
- レスラーエディット

女子シリーズ唯一の選手作成モード。システムはPCエンジン版のファイヤープロレスリング3 Legend Boutに準拠した技装備にもポイントを消費するシステム。
エディット選手には「血液型」「好きな色」「カラオケの持ち歌数」を設定する。これらはキレシステムにおけるキレている時間やキレやすさや試合中のパフォーマンスの使用度に影響を与える要素がある。
- ワンナイトマッチ
- バトルロイヤル

試合権利を失ってもリングに残り試合に介入できる「エンドレス」と、2対2のノータッチ戦「トルネードバトル」も選択可能。
- イリミネーションマッチ

5対5の勝ち抜き戦となっている試合形式。軍団対抗戦、本作ではチームエディットは不可能。
- トーナメントマッチ

最大8人（タッグの場合は8チーム）参加可能。
- オプション

## 登場選手
全日本女子プロレス
- アジャ・コング
- 堀田祐美子
- みなみ鈴香
- 山田敏代
- 豊田真奈美
- 三田英津子
- 下田美馬
- 井上京子
- 井上貴子
- 吉田万里子
- 長谷川咲恵
- 伊藤薫
- チャパリータASARI
- ジャガー横田
- バイソン木村
- ブル中野
- 北斗晶

PWA (JWP女子プロレス)
- 西京 ダイナソー ダイナマイト関西
- デモリッション 帝 デビル雅美
- ハンター 小沢 尾崎魔弓
- チャーミー はづき キューティー鈴木
- サンボ 満里奈 プラム麻里子
- スプレンディッド ひらり 福岡晶
- ミルキー Tomo キャンディー奥津
- ファニィ クラウン ボリショイ・キッド

RAR (LLPW)
- 神崎 志保 神取忍
- 狭間 エミ 風間ルミ
- クロウ 沢田 イーグル沢井
- シューター 斉木 ハーレー斎藤
- 高野 記子 立野記代
- レディース 特攻 紅夜叉

IW (FMW)
- 須藤 ミグ 工藤めぐみ
- アーミー 富田 コンバット豊田

フリーランス (GAEA JAPAN系)
- ヴァンパイア ウーマン 長与千種
- マリポーサ シオリ KAORU
- バンパー みつ ボンバー光
- ティグレータ サオリ インフェルナルKAORU
- ライオネーター あずさ ライオネス飛鳥

## スタッフ
- メインプランナー：高橋大輔
- プランニング・サポート：栗山裕次、田島弘喜、露崎尊幸
- メインプログラマー：小林伸隆
- エディット管理プログラム：愛甲剛
- スキル管理プログラム：小熊秀明
- モード管理プログラム：樋口正樹
- プログラムディレクター：小林伸隆
- レスラーアニメーション：田村季章、朝倉好則、ブランジ加藤亮II、高岡“マスクふぇち”謙次、るとさいた、青柳健二、島崎洋一郎、渡川和久、村山達郎、伊藤悟
- インフォメーショングラフィック：杉本茂樹
- BGデザイン：門間“またかよ”毅
- グラフィックサポート：木村賢司、保井治、信田正和
- グラフィックディレクター 田村季章
- サウンド：OKU、重松俊一、UPT+SE
- サウンドディレクター：奥村弥生
- サウンドアドバイザー：山崎正通
- デバッグ：藤村卓也、戸沢敏和、杉浦みつ夫、小池志織、桑原浩司、河西“舞蝶”純一、平木宏治、倉田琢磨、藤井伸宏
- スペシャル・サンクス：阿部浩之、大橋俊之、米沢正弘、川上智
- 協力：全日本女子プロレスリング興業株式会社
- アドバイザー：須田剛一
- ディレクター：高橋大輔

## 評価
ゲーム誌「ファミコン通信」の「クロスレビュー」では合計29点（満40点）、「ファミリーコンピュータMagazine」の読者投票による「ゲーム通信簿」での評価は以下の通りとなっており、20.2点（満30点）となっている。
| 項目 | キャラクタ | 音楽 | お買得度 | 操作性 | 熱中度 | オリジナリティ | 総合 |
| 得点 | 3.5        | 3.2  | 3.2      | 3.6    | 3.4    | 3.4            | 20.5 |

## 関連書籍
- スーパーファミコン必勝法スペシャル『スーパーファイヤープロレスリング クイーンズスペシャル』 ケイブンシャ、1995年 ISBN 4-7669-2317-0